# Natação nos Jogos Olímpicos de Verão da Juventude de 2014 - 4x100 m estilos Moças
As provas de natação' de estafeta 4x'100 m estilos de moças nos Jogos Olímpicos de Verão da Juventude de 2014 decorreram a 18 de Agosto de 2014 no natatório do Centro Olímpico de Desportos de Nanquim em Nanquim, China. A China foi medalha de Ouro, a Grã-Bretanha foi medalha de prata e a equipa australiana conquistou o Bronze.

## Medalhistas
| Ouro   | CHN China        |
| Prata  | GBR Grã-Bretanha |
| Bronze | AUS Austrália    |

## Resultados da final
| Pos.              | Linha | Nadadoras País                                                                            | Tempo total | Diferença |
| ----------------- | ----- | ----------------------------------------------------------------------------------------- | ----------- | --------- |
| Medalha de ouro   | 5     | Qiu Yuhan He Yun Zhang Yufei Shen Duo CHN China                                           | 4:03.58     |           |
| Medalha de prata  | 4     | Jessica Fullalove Georgina Evans Charlotte Atkinson Amelia Maughan GBR Grã-Bretanha       | 4:05.75     | +2.17     |
| Medalha de bronze | 3     | Amy Forrester Ella Bond Brianna Throssel Ami Matsuo AUS Austrália                         | 4:06.38     | +2.80     |
| 4                 | 2     | Mandi Feldbinder Julia Willers Kathrin Demler Patricia Waternberg GER Alemanha            | 4:10.54     | +6.96     |
| 5                 | 6     | Danielle Hanus Kesley Wog Danika Huizinga Mackenzie Glover CAN Canadá                     | 4:10.73     | +7.15     |
| 6                 | 1     | Irina Prikhodko Daria Ustinova Rozaliya Nasretdinova Daria Mullakaeva RUS Rússia          | 4:13.77     | +10.19    |
| 7                 | 7     | Nathania van Niekerk Justine Ann Macfarlane Marlies Ross Michelle Weber RSA África do Sul | 4:15.44     | +11.86    |
| 8                 | 8     | Miono Takeuchi Suzuna Onodera Jurina Shiga Rina Yoshimura RUS Rússia                      | 4:16.71     | +13.13    |